# Gertitzsch
Gertitzsch ist ein Dorf, das zur Ortschaft Mochau der Großen Kreisstadt Döbeln im sächsischen Landkreis Mittelsachsen.

## Geographie
Das Gassendorf Gertitzsch liegt südöstlich von Döbeln im Ortsteil Mochau direkt östlich der A 14. Nördlich liegt Theeschütz, direkt südlich der A 14 Wetterwitz und Wettersdorf. Östlich liegt Choren. Gertitzschs Ortsteil Niederforst liegt westlich der A 14. Im Ort entspringt der Gertitzscher Bach.

## Geschichte
Gertitzsch wurde erstmals 1334 als Gerths erwähnt. Spätere Ortsnamensnennungen sind Gercz (1350), Jersch (1351), Corticz (1378), Gertitzsch (1386), Gerticz (1524), Gertzsch (1554), Gertitz (1555) und Gertitzsch oder Gertzsch (1791). Der Ort gehörte 1551 zum Rittergut Hirschfeld; 1764 war Gertitzsch zum Rittergut Deutschenbora gehörig. Gertitzsch gehört zur Kirchgemeinde Rüsseina. Entsprechend seiner Lage gehörte der Ort zum (Erb-)Amt Meißen, dem Gerichtsamt Roßwein, der Amtshauptmannschaft und dem (Land-)Kreis Döbeln, bis dieser 2008 im Landkreis Mittelsachsen aufging.
Zur Landgemeinde Gertitzsch gehörte seit jeher der Ortsteil Niederforst. Der Ort wurde 1950 nach Theeschütz eingemeindet und 1974 nach Choren umgegliedert. Von 1993 bis 1996 gehörte Gertitzsch zur Gemeinde Lüttewitz, die seit 1996 zu Mochau gehörte, bis dieses 2016 nach Döbeln eingemeindet wurde. Gertitzsch ist heute ein offizieller Teil der Ortschaft Mochau Döbelns.
| Jahr          | 1551                         | 1764                         | 1834 | 1871 | 1890 | 1910 | 1925 | 1939 | 1946 |
| ------------- | ---------------------------- | ---------------------------- | ---- | ---- | ---- | ---- | ---- | ---- | ---- |
| Einwohnerzahl | 10 besessene Mann, 1 Häusler | 10 besessene Mann, 2 Häusler | 83   | 117  | 119  | 116  | 127  | 108  | 175  |

1925 lebten in Gertitzsch 122 Lutheraner, drei Katholiken und zwei andersgläubige.

## Belege
1. 1 2  Gertitzsch – HOV | ISGV. Abgerufen am 31. Dezember 2023.
2. ↑  Große Kreisstadt Döbeln: Hauptsatzung der Großen Kreisstadt Döbeln. 13. Dezember 2019, abgerufen am 31. Dezember 2023.